# Água de Gato
Água de Gato (crioll capverdià Agu di Gatu) és una vila al centre de l'illa de Santiago a l'arxipèlag de Cap Verd. Està situada a 2 kilòmetres al nord-oest de São Domingos.